# (5710) Silentium
(5710) Silentium (1977 UP) – planetoida z pasa głównego asteroid okrążająca Słońce w ciągu 3 lat i 78 dni w średniej odległości 2,18 j.a. Została odkryta 18 października 1977 roku w Zimmerwald Observatory w Szwajcarii przez Paula Wilda.